# Área de Conservação da Paisagem de Kasti
A Área de Conservação da Paisagem de Kasti é um parque natural situado no Condado de Saare, na Estónia.
A sua área é de 500 hectares.
A área protegida foi designada em 2000 para proteger as paisagens e a biodiversidade do sul do Saare.